# Шелпице
Шелпице (на словашки: Šelpice) е село в окръг Търнава, Търнавски край, Западна Словакия. Населението му е 901 души.
Разположено е на 164 m надморска височина, на 8 km северно от град Търнава. Площта му е 10,17 km². Кмет на селото е Владимир Лутишан.